# Sunshine at Midnight
Albums de Sunshine Anderson
Your Woman
(2001)
Sunshine at Midnight est le second album de l'artiste américaine de RnB et de neo soul Sunshine Anderson, sortir le 23 janvier 2007 sur le label Music World Entertainment.

## Liste des titres
1. "Something I Wanna Give You" – 3:45
2. "Trust" – 3:34
3. "My Whole Life" – 3:25
4. "Switch It Up" – 4:17
5. "Good Love" – 4:12
6. "Being with You" – 3:46
7. "Problems" – 4:30
8. "Wear the Crown" – 3:36
9. "Force of Nature" – 3:50
10. "Unbelievable" – 3:58
11. "With You Baby" – 3:47
12. "Sunshine at Midnight" – 3:24